# Ельшма
Ельшма — река в России, протекает по Вологодской области, в Бабушкинском и Тотемском районах. Устье реки находится в 72 км по правому берегу реки Толшма. Длина реки составляет 58 км.
Исток реки расположен в Бабушкинском районе в болотах неподалёку от деревни Дьяково в 30 км к юго-востоку от села имени Бабушкина. Первые километры течёт по Бабушкинскому району, затем втекает на территорию Тотемского. На всём протяжении Ельшма течёт, петляя по заболоченному лесу, русло чрезвычайно извилистое, генеральное направление течения — юго-запад. Населённых пунктов на реке нет, за исключением посёлка Первомайский (Муниципальное образование «Толшменское»), стоящего при впадении Ельшмы в Толшму.

## Притоки (км от устья)
- 3 км: Шорошма (лв)
- 10 км: Дороватка (лв)
- 36 км: Долгуша (по данным водного реестра — без названия)(лв)
- 41 км: река без названия (лв)

## Данные водного реестра
По данным государственного водного реестра России относится к Двинско-Печорскому бассейновому округу, водохозяйственный участок реки — Северная Двина от начала реки до впадения реки Вычегда, без рек Юг и Сухона (от истока до Кубенского гидроузла), речной подбассейн реки — Сухона. Речной бассейн реки — Северная Двина.
Код объекта в государственном водном реестре — 03020100312103000007797.